# Mátyusföldi Lapok
A Mátyusföldi Lapok egy regionális közéleti lap volt a Felvidéken. Dr. Reiner János a galántai járás szolgabírája alapította, aki lapkiadóként a főszerkesztői tisztséget is ellátta. Első lapszáma 1919. október 15-én jelent meg. A lap szerkesztője kezdetben Farkas Lőrinc galántai főszolgabíró volt, majd Entresz Ede plébános. A kéthetente, 500 példányszámban megjelenő lapot Galántán nyomtatták, kezdetben Neufeld Sámuel Első Galántai Könyvnyomdájában, később a Kozmos nyomdában. Az elcsatolás után a csehszlovák államhatalom  elbocsátotta a galántai főszolgabírói hivatal magyar közalkalmazottait, s ennek következtében a lap 1921-ben megszűnt.